# Graeme Shinnie
Graeme Shinnie (Aberdeen, Esocia, 4 de agosto de 1991) es un futbolista escocés. Juega de centrocampista y su equipo es el Aberdeen F. C. de la Scottish Premiership.

## Trayectoria

### Inverness Caledonian Thistle
Se unió a las inferiores del Inverness Caledonian Thistle en julio de 2009 a la edad de 17 años y debutó con el primer equipo el 26 de septiembre de 2009 en la Copa de la Liga.
Se fue a préstamo al Forres Mechanics de la Sottish Highland Football League en febrero de 2010, préstamo que fue extendido hasta el término de la temporada.
En abril de 2015 fue parte del equipo que ganó la Copa de Escocia de 2015. Inverness venció al Falkirk por 2-1 el 30 de mayo de 2015, Shinnie levantó el trofeo como capitán del equipo, fue su último encuentro con el club.

### Aberdeen
En enero de 2015 se anunció que firmó por tres años con el Aberdeen F. C. y se unió al club en junio de 2015. Debutó el 2 de julio de 2015 contra el FK Shkëndija en la primera ronda clasificatoria de la Liga Europea de la UEFA. Anotó su primer gol para el Aberdeen el 9 de agosto de 2015, en la victoria por 2-0 al Kilmarnock en la Scottish Premiership. Shinnie renovó contrato en enero de 2017 hasta el verano de 2019.

### Inglaterra
En mayo de 2019 se hizo oficial su fichaje por el Derby County como agente libre para las siguientes tres temporadas tras finalizar contrato con el Aberdeen. Seis meses antes de cumplirse estos tres años, se marchó al Wigan Athletic F. C. firmando por lo que quedaba de curso y dos más.

### Regreso a Escocia
El 5 de enero de 2023 se oficializó su vuelta al Aberdeen F. C. para jugar como cedido hasta junio. Pasado ese tiempo se quedó en el equipo después de firmar un contrato por tres años.

## Selección nacional
Debutó con la selección de Escocia sub-21 en abril de 2012.
Fue llamado a la selección de Escocia por primera vez el 29 de septiembre de 2015 para los encuentros contra Polonia y Gibraltar. Shinnie debutó con Escocia el 29 de mayo de 2018 en la derrota por 2-0 ante Perú.

## Vida personal
Shinnie es el hermano menor del también futbolista profesional Andrew Shinnie, con el que jugó en el Inverness en 2011. La primera vez que ambos hermanos se enfrentaron, fue en la semifinal de la Copa de Escocia 2016-17, con Andrew en el Hibernian y Graeme en el Aberdeen.

## Estadísticas

### Clubes
Actualizado al último partido disputado el 24 de mayo de 2025.
| Club                                       | Div.          | Temporada     | Liga  | Liga  | Copas nacionales | Copas nacionales | Torneos internacionales | Torneos internacionales | Total | Total |
| Club                                       | Div.          | Temporada     | Part. | Goles | Part.            | Goles            | Part.                   | Goles                   | Part. | Goles |
| ------------------------------------------ | ------------- | ------------- | ----- | ----- | ---------------- | ---------------- | ----------------------- | ----------------------- | ----- | ----- |
| Inverness Caledonian Thistle F. C. Escocia | 1.ª           | 2009-10       | 1     | 0     | 2                | 0                | —                       | —                       | 3     | 0     |
| Inverness Caledonian Thistle F. C. Escocia | 1.ª           | 2010-11       | 19    | 0     | 4                | 0                | —                       | —                       | 23    | 0     |
| Inverness Caledonian Thistle F. C. Escocia | 1.ª           | 2011-12       | 26    | 1     | 4                | 0                | —                       | —                       | 30    | 1     |
| Inverness Caledonian Thistle F. C. Escocia | 1.ª           | 2012-13       | 37    | 0     | 7                | 1                | —                       | —                       | 44    | 1     |
| Inverness Caledonian Thistle F. C. Escocia | 1.ª           | 2013-14       | 36    | 3     | 8                | 0                | —                       | —                       | 44    | 3     |
| Inverness Caledonian Thistle F. C. Escocia | 1.ª           | 2014-15       | 37    | 2     | 6                | 1                | —                       | —                       | 43    | 3     |
| Inverness Caledonian Thistle F. C. Escocia | Total club    | Total club    | 156   | 6     | 31               | 2                | 0                       | 0                       | 187   | 8     |
| Aberdeen F. C. Escocia                     | 1.ª           | 2015-16       | 37    | 1     | 2                | 0                | 6                       | 0                       | 45    | 1     |
| Aberdeen F. C. Escocia                     | 1.ª           | 2016-17       | 36    | 2     | 9                | 1                | 6                       | 0                       | 51    | 3     |
| Aberdeen F. C. Escocia                     | 1.ª           | 2017-18       | 35    | 2     | 6                | 1                | 4                       | 1                       | 45    | 4     |
| Aberdeen F. C. Escocia                     | 1.ª           | 2018-19       | 36    | 3     | 9                | 1                | 2                       | 0                       | 47    | 4     |
| Derby County F. C. Inglaterra              | 2.ª           | 2019-20       | 23    | 2     | 4                | 0                | —                       | —                       | 27    | 2     |
| Derby County F. C. Inglaterra              | 2.ª           | 2020-21       | 41    | 3     | 2                | 0                | ―                       | ―                       | 43    | 3     |
| Derby County F. C. Inglaterra              | 2.ª           | 2021-22       | 21    | 1     | 2                | 0                | ―                       | ―                       | 23    | 1     |
| Derby County F. C. Inglaterra              | Total club    | Total club    | 85    | 6     | 8                | 0                | 0                       | 0                       | 93    | 6     |
| Wigan Athletic F. C. Inglaterra            | 3.ª           | 2021-22       | 10    | 0     | 1                | 0                | ―                       | ―                       | 11    | 0     |
| Wigan Athletic F. C. Inglaterra            | 2.ª           | 2022-23       | 19    | 0     | 1                | 0                | ―                       | ―                       | 20    | 0     |
| Wigan Athletic F. C. Inglaterra            | Total club    | Total club    | 29    | 0     | 2                | 0                | 0                       | 0                       | 31    | 0     |
| Aberdeen F. C. Escocia                     | 1.ª           | 2022-23       | 13    | 2     | 1                | 0                | ―                       | ―                       | 14    | 2     |
| Aberdeen F. C. Escocia                     | 1.ª           | 2023-24       | 37    | 1     | 7                | 2                | 6                       | 0                       | 50    | 3     |
| Aberdeen F. C. Escocia                     | 1.ª           | 2024-25       | 36    | 1     | 12               | 3                | ―                       | ―                       | 48    | 4     |
| Aberdeen F. C. Escocia                     | Total club    | Total club    | 230   | 12    | 46               | 8                | 24                      | 1                       | 300   | 21    |
| Total carrera                              | Total carrera | Total carrera | 500   | 24    | 87               | 10               | 24                      | 1                       | 611   | 35    |

### Selección nacional
| Selección        | Temporada     | Encuentros | Encuentros |
| Selección        | Temporada     | Part.      | Goles      |
| ---------------- | ------------- | ---------- | ---------- |
| sub-21 Escocia   | 2012          | 2          | 0          |
| sub-21 Escocia   | Total         | 2          | 0          |
| Absoluta Escocia | 2018-         | 6          | 0          |
| Absoluta Escocia | Total         | 6          | 0          |
| Total carrera    | Total carrera | 8          | 0          |

## Palmarés

### Títulos nacionales
| Título          | Club                               | País    | Año  |
| --------------- | ---------------------------------- | ------- | ---- |
| Copa de Escocia | Inverness Caledonian Thistle F. C. | Escocia | 2015 |
| Copa de Escocia | Aberdeen F. C.                     | Escocia | 2025 |